# Province de Varèse
Pour les articles homonymes, voir Varèse (homonymie).
La province de Varèse est une province italienne qui borde le lac Majeur, dans la région de Lombardie, avec pour capitale Varèse.
Elle est bordée au nord et à l'est par la Suisse (canton du Tessin), à l'est par la province de Côme, au sud par la province de Milan et à l'ouest par la région du Piémont.

## Géographie
La province de Varèse s'étend aux pieds des Alpes, son territoire est composé de 32 % de montagnes et 46 % de collines. Elle est traversée par le Tessin et l'Olona et les lacs glaciaires (lac Majeur, lac de Lugano, lac de Varèse et autres lacs mineurs; tous connus sous le nom des Sept Lacs). Au sud s'étend la plaine du Pô.
La province de Varèse est l'une des douze provinces de la région de la Lombardie dans le nord de l'Italie. C'est la province la plus au nord-ouest de la région et sa frontière nord constitue la frontière internationale avec la Suisse. La province du Verbano-Cusio-Ossola dans la région du Piémont se trouve au nord-ouest et la province de Novare, également dans le Piémont, à l'ouest. Au sud se trouve la ville métropolitaine de Milan, et à l'est, la province de Monza et de la Brianza et la province de Côme. La capitale provinciale est la ville de Varèse, située à côté du lac de Varèse, au pied du mont Sacré de Varèse, partie du massif du Campo dei Fiori (it).
L'agriculture de cette région sous-alpine est basée sur l'élevage et l'économie repose sur le tourisme, et de nombreuses personnes se déplacent quotidiennement vers Milan. Il existe des fromages locaux fabriqués à partir de lait de chèvre, des plats de viande locaux, et des poissons d'eau douce capturés dans les nombreux lacs. Parmi les autres produits locaux se trouvent une variété locale d'asperges, de châtaignes, de baies, de miel, et les raisins cultivés localement sont transformés en vins rouges et blancs traditionnels.

## Histoire
À l'époque romaine, les colonies fortifiées de Castelseprio (it) et le port d'Angera étaient d'une grande importance dans la région. 
La famille Visconti a conquis la région au XIIIe siècle et a complètement détruit Castelseprio. Les Visconti ont utilisé les terres à des fins agricoles sous la domination de Milan. Varèse est devenue prospère grâce au commerce dans la région, mais est restée faiblement peuplée. Avant son avènement en tant que Duc, François III de Modène a vécu dans la région au cours du XVIIIe siècle, il est mort à Varèse. 
Alors que l'unification de l'Italie commençait, le général italien Giuseppe Garibaldi tenta d'installer des anti-autrichiens à Varèse. En réponse à cela, les Autrichiens ont tenté d'envahir la place en 1859, une bataille s'est déroulée à Varèse. 
En 1941, est né à Cassano Magnago Umberto Bossi, fondateur de la ligue lombarde devenue la ligue du Nord, mouvement politique qui réclame l'autonomie de l'Italie du Nord.

## Économie
L'économie repose principalement sur l'industrie et, dans une moindre mesure, sur l'agriculture et l'artisanat spécialisés. Certaines des principales marques de la province de Varese sont :
- Alenia Aermacchi (it) (avions et véhicules militaires), c'est également un fournisseur des Frecce Tricolori avec Leonardo à Venegono Inferiore ;
- AgustaWestland, rachetée par Leonardo (hélicoptères) à Samarate ;
- Birrificio Angelo Poretti (it), brasserie du groupe Carlsberg Italie ;
- Bticino (production de matériel électrique basse tension) à Varèse ;
- Cagiva (moto et scooter) ;
- Eolo, internet et téléphonie, à Busto Arsizio ;
- Husqvarna AB à Biandronno ;
- Ignis (maintenant intégré à Whirlpool) (appareils ménagers) à Biandronno ;
- Mazzucchelli à Castiglione Olona ;
- Nau! Optique à Castiglione Olona ;
- Vibram à Albizzate (semelles de chaussure).

La province accueille également l'aéroport de Milan Malpensa, un centre important pour le trafic aérien international et le centre commun de recherche de l'Union européenne.

## Culture et monuments
Le territoire provincial compte quatre sites répertoriés dans la prestigieuse Liste du patrimoine mondial de l'UNESCO. C'est en 2003 que le Mont Sacré de Varèse a été reconnu, avec les Sacri Monti du Piémont et de Lombardie. Construit sur le site d'un sanctuaire et d'un couvent à la Vierge Marie, le mont sacré a été construit à partir de 1605 par son père Giovanni Battista Aguggiari (it).
Le versant italien du monte San Giorgio a été inclus dans la liste du patrimoine mondial en 2010, achevant ainsi la reconnaissance du site car le côté suisse avait déjà été reconnu en 2007, en raison de découvertes paléontologiques exceptionnelles, réparties en cinq niveaux de fossiles distincts d'âge entre 230 et 245 millions d'années, ce qui a permis d'étudier l'évolution de certaines espèces animales et végétales sur quelques millions d'années.
En 2011, l'UNESCO a accordé la protection au parc archéologique de Castelseprio (it), y compris la zone du castrum avec le monastère de Torba (it) (ce dernier dans la municipalité de Gornate-Olona), l'église Santa Maria foris portas avec ses fresques et les ruines de la basilique San Giovanni Evangelista de Castelseprio (it), le tout intégré dans les Lombards en Italie. Lieux de pouvoir (568-774 après J.-C.).
Dans la ville de Busto Arsizio, se trouvent de nombreux bâtiments historiques tels que le palazzo Marliani-Cicogna (it) et le palazzo Gilardoni (it) (la mairie), ainsi que des villas de style Art nouveau, comme Villa Ottolini-Tosi, la Villa Ottolini-Tovaglieri (it) et la Villa Leone-Della Bella. Dans la ville, quatre musées conservent des œuvres d'art sacré et des peintures de Procaccini, Crespi et Ferrari. Parmi les différentes églises, on distingue le sanctuaire Santa Maria di Piazza (it), qui a une lanterne logée à l'extérieur et des fresques de Bernardino Luini à l'intérieur, et la basilique Saint-Jean Baptiste, avec sa façade baroque et entièrement décorée de fresques du peintre Biagio Bellotti (it), qui a également conçu la sacristie.
Parmi d'autres, il y a aussi la Rocca di Angera et l'Hermitage de Santa Caterina del Sasso Bellaro à Leggiuno.

## Blason
Le blason de la Province de Varèse se compose des symboles de quatre des principales communes du territoire : Saint Victore, patron de Varèse, le coq de Gallarate, le château de Saronno et le lettre « B » qui représente Busto Arsizio.